# Христовий Микола Олексійович
Микола Олесійович Христовий (*1897, Паськівка Решетилівської волості (нині Решетилівський район на Полтавщині. — †1937, тюрма НКВД СРСР) — український політик націонал-комуністичного табору, журналіст.
Жертва сталінського терору.

## Біографія
В добу Української революції 1917—1921 працював одним з редакторів газети «Боротьбист» — офіційного органу Полтавської губернської організації Української партії комуністів-боротьбистів. Нібито був родичем відомого повстанського отамана Леонтія Христового, що стало одною з причин його арешту органами НКВД СССР.
1937 проживав на хуторі Козуби Великокобеляцької сільської ради Новосанжарського району та був далекий від будь-якого політичного життя. У кримінальній справі, яка зберігається в Управлінні СБУ в Полтавській області, фігурує як брат отамана Леонтія Христового. Можливо це було його єдиним гріхом перед окупаційною більшовицькою владою, яка невдовзі закатувала Христового у тюрмі.